# Clémentine de Belgique
Vous lisez un « article de qualité » labellisé en 2021.
Titre
Épouse du prétendant bonapartiste au trône de France
14 novembre 1910 – 3 mai 1926
(15 ans, 5 mois et 19 jours)
Clémentine Albertine Marie Léopoldine de Belgique, princesse de Saxe-Cobourg et Gotha et duchesse de Saxe, née le 30 juillet 1872 au château de Laeken, en Belgique, et morte le 8 mars 1955 à Nice, en France, est une princesse de Belgique. Elle devient, en 1910, princesse Napoléon après son mariage avec le prince Victor Napoléon Bonaparte, chef de la maison impériale française. 
Troisième fille du roi des Belges Léopold II et de la reine Marie-Henriette, sa naissance est le fruit d'un ultime rapprochement de ses parents après la mort, en 1869, de leur fils et unique héritier dynaste, Léopold. Adolescente, Clémentine s'éprend de son cousin germain le prince Baudouin. Le jeune homme, qui ne partageait pas les sentiments que sa cousine lui vouait, meurt d'une pneumonie en 1891 à l'âge de 21 ans.
Clémentine ne s'entend guère avec sa mère, étant plus proche de son père qu'elle accompagne fréquemment ; ce dernier envisage, en 1896, qu'elle épouse le prince-héritier Rupprecht de Bavière, mais la princesse refuse cette union. Les années passent, Clémentine demeure célibataire. Vers 1902, peu après la mort de la reine, elle commence à éprouver des sentiments pour le prince Victor Napoléon Bonaparte. En dépit de l'appui de la famille royale italienne, le roi Léopold II — afin de ne pas s'attirer les foudres de la Troisième République française — refuse tout projet de mariage entre sa fille et le prétendant bonapartiste. 
Clémentine doit attendre la mort de son père, advenue en 1909, pour envisager d'épouser le prince Napoléon. Leur mariage a lieu en 1910, après que le nouveau souverain belge, le roi Albert, a donné son accord. Le couple s'installe avenue Louise à Bruxelles. Le couple a deux enfants : Marie-Clotilde, née en 1912, et Louis Napoléon, né en 1914.  
Lorsqu'éclate la Première Guerre mondiale, Clémentine et les siens se réfugient en Grande-Bretagne, accueillis dans la résidence de l'ex-impératrice Eugénie. Outre-Manche, Clémentine s'active en faveur de la cause belge car de nombreux compatriotes ont trouvé refuge en Angleterre. Avec la reine des Belges Élisabeth elle œuvre activement pour la Croix-Rouge.  
Après l'armistice de 1918, Clémentine est de retour en Belgique. Dans son château de Ronchinne, en province de Namur, son mari et elle se consacrent aux activités charitables, nombreuses après quatre années de guerre. Clémentine se rend fréquemment à Turin et à Rome auprès de la famille royale italienne.     
Tandis qu'il s'était quelque peu éloigné de la vie politique française, Clémentine convainc son mari de renouer avec la politique et le soutient financièrement, mais ce dernier se rallie progressivement à l'idée républicaine. En 1926, Victor Napoléon meurt une semaine après avoir été sujet à une attaque d'apoplexie. Clémentine élève ses deux enfants à peine adolescents et tient à préserver le mouvement bonapartiste, dont elle devient la « régente » jusqu'à la majorité de son fils en 1935, mais sans influence sur la réalité politique française.     
À partir de 1937, Clémentine séjourne de plus en plus fréquemment en France, mais c'est à Ronchinne qu'elle est surprise par la déclaration de la Seconde Guerre mondiale en septembre 1939. Dès qu'elle le peut, elle se rend en France et y demeure; l'invasion de la Belgique, au printemps 1940, l'empêche de regagner son pays natal. Après 1945, Clémentine délaisse quelque peu sa propriété de Ronchinne et partage son temps entre la Savoie et la Côte d'Azur où elle meurt en 1955, à 82 ans.

## Biographie

### Enfance et adolescence

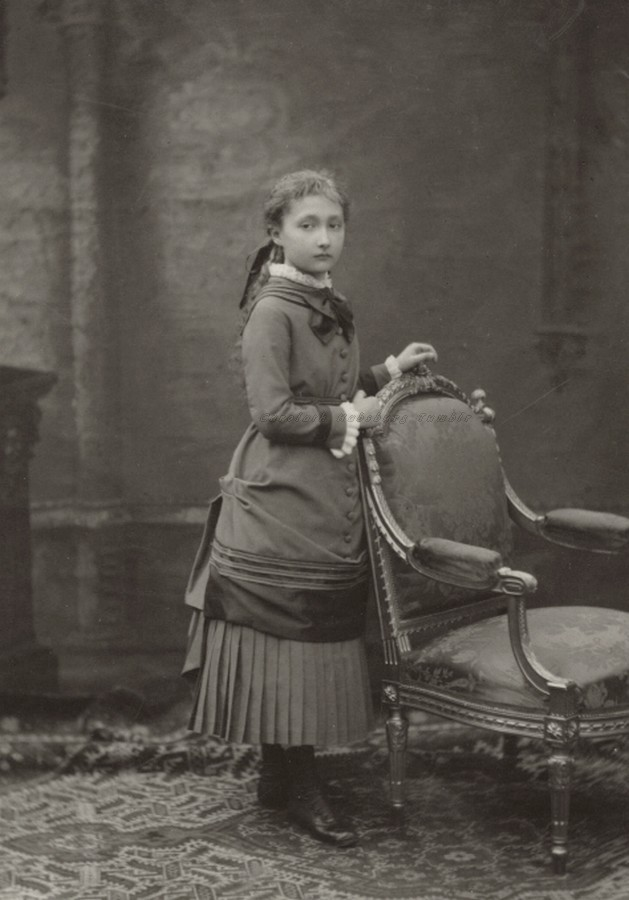
Clémentine de Belgique vers 1880.

Troisième fille du roi des Belges Léopold II et de la reine Marie-Henriette, Clémentine de Belgique naît au château de Laeken le 30 juillet 1872, à 6 h du soir, trois ans après la mort accidentelle de son frère aîné Léopold, unique héritier direct du roi.
Ce dernier nourrissait l'espoir d'avoir un second fils et avait donc repris une vie intime avec la reine ; mais, après une fausse couche en mars 1871, c'est encore une fille qui naît : Clémentine, le dernier enfant du couple royal,. Elle est baptisée le 3 septembre 1872 au château de Laeken lors d'une courte cérémonie, suivie par un déjeuner de gala auquel assistent environ 80 convives. Son premier prénom rend hommage à sa marraine et grand-tante, Clémentine d'Orléans, tandis que son second prénom — Albertine —, se réfère à celui de son parrain, l'archiduc Albert d'Autriche-Teschen, un cousin de l'empereur François-Joseph Ier.
Le couple royal a déjà deux filles, Louise et Stéphanie, âgées respectivement de 14 et 8 ans, aussi, la naissance d'une nouvelle fille, non dynaste, a-t-elle déçu le roi. La froideur qui s'est installée entre le roi et la reine rejaillit sur leur relation avec leur fille cadette et la reine, surtout, est particulièrement distante et aigrie,. Elle surnomme Clémentine Reuske (le petit géant), en raison de sa grande taille. À l'instar de ses sœurs, Clémentine reçoit des cours de français, d'allemand, de musique, d'histoire et de littérature. Élève zélée, Clémentine marque une prédilection pour l'histoire et la littérature, tandis que sa mère veille à lui inculquer une formation musicale soignée grâce aux cours du pianiste et compositeur Auguste Dupont.
Louise, la sœur aînée de la princesse, se marie dès 1875 avec un cousin, Philippe de Saxe-Cobourg-Gotha et s'établit à Vienne. Avant son mariage prestigieux avec Rodolphe, l'archiduc-héritier d'Autriche-Hongrie, en 1881, la princesse Stéphanie joue un rôle maternel auprès de sa sœur benjamine quelque peu délaissée par sa mère. Âgée de 8 ans, Clémentine est la seule enfant du couple royal de Belgique à rester en Belgique et passe une enfance triste et solitaire au château de Laeken. Même si elle voit hebdomadairement ses cousines Henriette et Joséphine, son univers se limite essentiellement à des adultes, dont sa gouvernante Omérine Drancourt. Selon sa biographe, Dominique Paoli, la reine « peu équilibrée, donne l'impression d'une mère dirigée par son humeur. [Elle] rend l'atmosphère de Laeken irrespirable. La jalousie la guide souvent [...] Elle en veut à la terre entière de ses malheurs, et, bien sûr, Clémentine en fait parfois les frais. ».

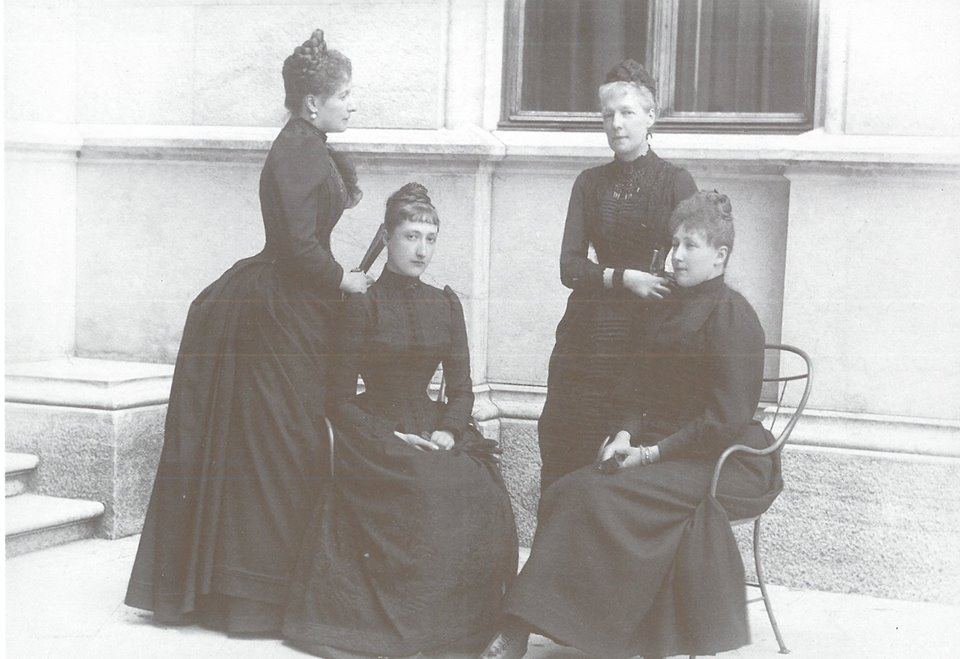
La reine Marie-Henriette, debout à droite et ses filles. De gauche à droite : Louise, Clémentine et Stéphanie en 1889.

Très pieuse, Clémentine est autorisée par ses parents à fréquenter Madame Cléry, la supérieure du collège du Sacré-Cœur de Jette, non loin de Laeken. Elle y côtoie, durant quelques heures le jeudi et le dimanche, d'autres aristocrates, telles Marguerite de Limburg-Stirum et Nathalie de Croÿ. En avril 1889, deux mois après la mort de son beau-frère Rodolphe dans d'étranges circonstances à Mayerling, Clémentine et sa mère séjournent auprès de Stéphanie, devenue veuve, au château de Miramare. Les deux sœurs renforcent leurs liens et jouent volontiers de la musique ensemble. C'est également au printemps de cette année que Clémentine découvre les charmes de Venise.  
En décembre 1889, ses études sont officiellement terminées, mais elle suit toujours quelques cours de religion, d'anglais et d'allemand. 
Sa gouvernante est remplacée par une dame d'honneur, une aristocrate, pianiste à ses heures, Zoé d'Oldeneel, tandis que ses parents lui allouent un salon où elle peut recevoir des invités. Cependant, la joie de Clémentine est assombrie par un drame. Le 1er janvier 1890, tandis que Clémentine se trouve seule à Laeken avec Omérine Drancourt et sa bonne Toni, Clémentine s'installe dans la chambre de sa mère, absente pour assister avec le roi aux fêtes du nouvel an, et joue du piano. Toni crie à Clémentine de descendre avant d'avertir Omérine Drancourt de se sauver car un incendie s'est déclaré au château. Omérine Drancourt se met à prier, avant de vouloir emporter des objets personnels. On ne retrouve pas Omérine, que Clémentine veut faire chercher par un domestique, car une épaisse fumée empêche tout sauvetage. Clémentine est réduite à assister impuissante, depuis la pelouse du domaine, à l'intervention des pompiers qui finissent par découvrir le corps sans vie d'Omérine Drancourt.
En cette année 1890, tandis que Clémentine approche de ses dix-huit ans, elle apprend à conduire des attelages : guidée par sa mère, elle s'entraîne à mener des breaks de promenade. Elle y réussit fort bien et juge ce loisir amusant. Elle marque une prédilection pour l'univers équestre et identifie les différentes races de chevaux qu'elle rencontre. À la belle saison, elle assiste aux manifestations hippiques de Bruxelles, l'une de ses distractions favorites avec les agréments que procure le parc du château de Laeken où elle aime déjeuner sur l'herbe et parfois même, charger des meules de foin. En juillet, elle accompagne ses parents à Ostende. Alors qu'elle atteint ses dix-huit ans, Clémentine est auprès de sa mère à Spa. La reine l'emmène, ainsi que trois personnes de sa suite, effectuer une promenade à dos d'âne dans la ville. Elles sont suivies par une armée de curieux, étonnés de les voir monter ces « peu nobles coursiers ».

### Premiers émois et davantage d'indépendance

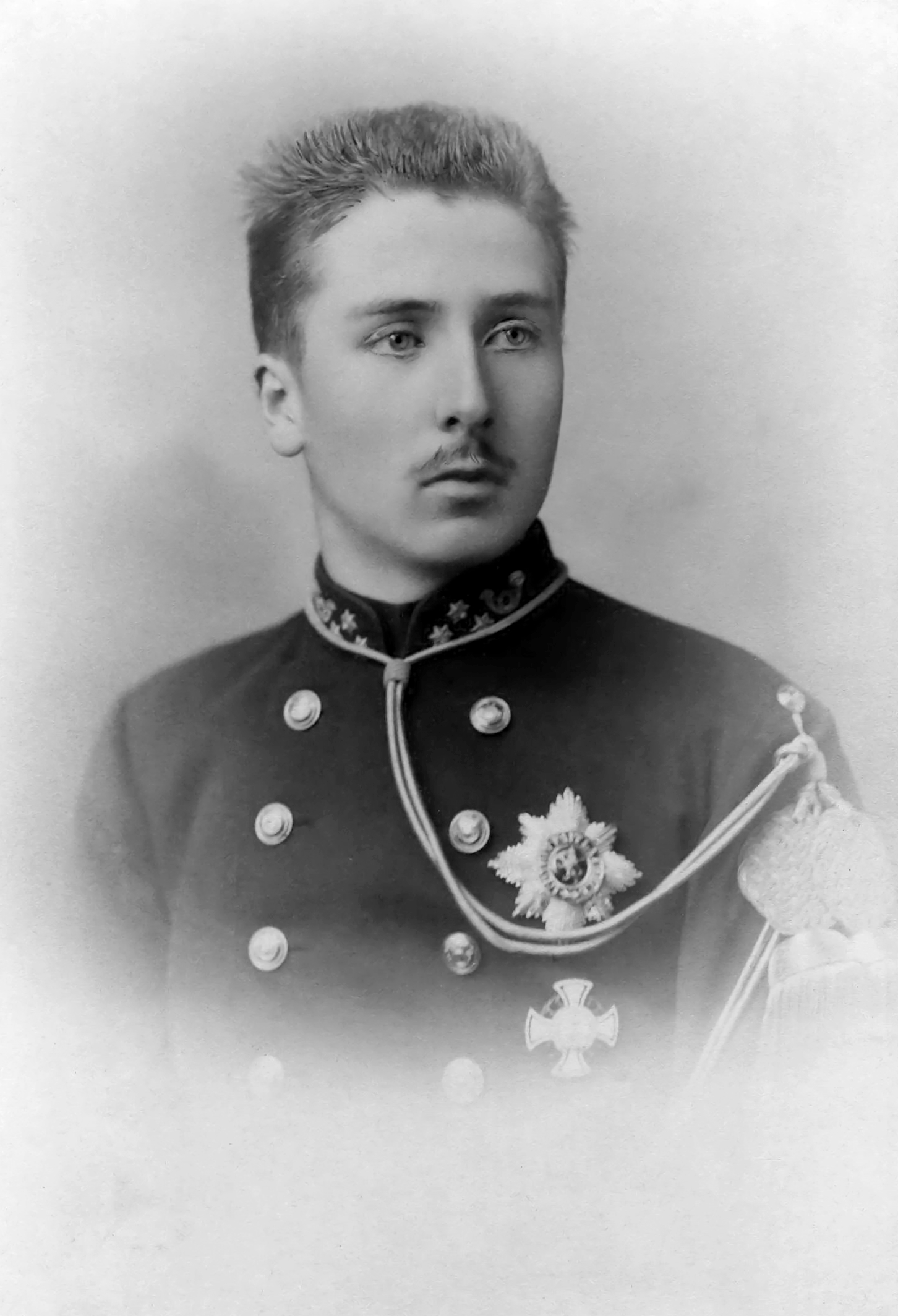
Le prince Baudouin, ici en 1889, ne partageait pas les sentiments de sa cousine Clémentine.

Adolescente, Clémentine s'éprend de son cousin le prince Baudouin, considéré comme le futur héritier du trône,. Le jeune homme, qui ne partageait pas les sentiments que sa cousine lui vouait et n'aimait pas l'atmosphère qui régnait chez son oncle à Laeken, est soutenu dans son refus par ses parents, accentuant le refroidissement des relations entre le roi et son frère Philippe. Ce dernier trouve sa nièce « belle femme, mais trop grande et affectée. » Il juge sévèrement la jeune fille, qu'en privé il appelle « la grande Clémentine ». Il reconnaît qu'elle mène une « vie terrible avec pour seule compagnie l'ennuyeuse Oldeneel », mais ne peut s'empêcher de la railler à son insu, imaginant qu'elle entre au Carmel ou conseillant ironiquement que Clémentine épouse un officier d'ordonnance ou un chef d'attelage. Tout espoir s'évanouit lorsqu'une pneumonie emporte le jeune homme qui meurt le 23 janvier 1891 à l'âge de 21 ans. La princesse puise dans la foi le courage de surmonter la mort de son cousin et premier amour. 
La reine Marie-Henriette fuyant de plus en plus souvent la Cour pour se réfugier à Spa où elle a acquis une villa en 1894, la princesse Clémentine remplit les fonctions de « première dame » aux côtés du roi Léopold II,, qui la protège du caractère aigri de sa mère et lui accorde une indépendance dont peu de princesses célibataires pouvaient jouir à cette époque. À sa sœur Stéphanie, Clémentine écrit : « J'ai une très jolie situation, j'ai ma petite propriété, mes chevaux ; j'ai obtenu de papa de ne plus aller à Spa, car je ne le peux plus, de sorte que l'été je serai libre. »
La propriété à laquelle elle fait allusion est le château du Belvédère, édifié sur le domaine de Laeken.
Clémentine connaît également ce que Dominique Paoli appelle une « amitié amoureuse » avec le baron Auguste Goffinet, secrétaire des commandements du roi dont il jouit de la confiance. Cependant, la nature des relations avec le baron, qui est son aîné de presque 15 ans et n'est pas de sang royal, demeure platonique. 
En automne 1896, un parti plus plausible apparaît comme prétendant : le prince-héritier Rupprecht de Bavière, mais la princesse refuse cette union car elle confie à son père que le candidat ne lui plaît guère et que, dans sa vie, l'inconnu lui fait peur. En dépit de l'insistance du roi, qui juge favorablement Rupprecht et le considère comme un choix politique avantageux pour la Belgique, Clémentine maintient son refus d'épouser le prétendant bavarois et obtient gain de cause,, tout comme elle décline un mariage avec le duc Ulrich de Wurtemberg.

### Affaires de famille
Tandis que Clémentine a acquis une certaine liberté, ses sœurs sont progressivement mises au ban de la famille royale belge. En 1895, l'aînée, Louise, est tombée sous le charme d'un officier croate, Geza Mattachich, avec lequel elle entretient une liaison connue de l'Europe entière. Marie-Henriette et le roi Léopold interdisent à Stéphanie de revoir sa sœur Louise qui n'est plus reçue en Belgique. En 1898, Philippe de Saxe-Cobourg, mari bafoué de Louise, provoque son rival dans un duel. Il doit ensuite régler d'importantes dettes contractées par Louise, mais il ne parvient pas à répondre aux exigences des nombreux créanciers. Philippe et l'empereur d'Autriche sont résolus à ramener Louise en Autriche et à l'éloigner de Mattachich. Soutenu dans ses desseins par les souverains belges, Philippe fait alors déclarer son épouse folle et convainc l'empereur François-Joseph de la faire enfermer dans un hôpital psychiatrique. Elle demeure internée jusqu'en 1904 avant de divorcer en 1906.
Stéphanie était également déjà éloignée de ses parents qui ne souhaitaient pas lui rendre visite en raison de sa proximité avec les scandales touchant sa sœur Louise. Cependant, le roi avait autorisé Clémentine à revoir sa sœur en avril 1898 car elle relevait d'une grave pneumonie. Léopold II avait même escorté Clémentine dans les Dolomites, afin qu'elle séjourne auprès de Stéphanie, convalescente. Toutefois, lorsque Stéphanie, épouse, en 1900, contre l'avis de ses parents, le comte Elemér Lónyay de Nagy-Lónya, un noble hongrois de moindre rang, les souverains belges, offusqués que Stéphanie ne leur ait pas confié ses projets matrimoniaux, rompent toute relation avec leur fille à laquelle ils interdisent également de revenir en Belgique.

### Séjour à Saint-Raphaël et fiançailles rompues

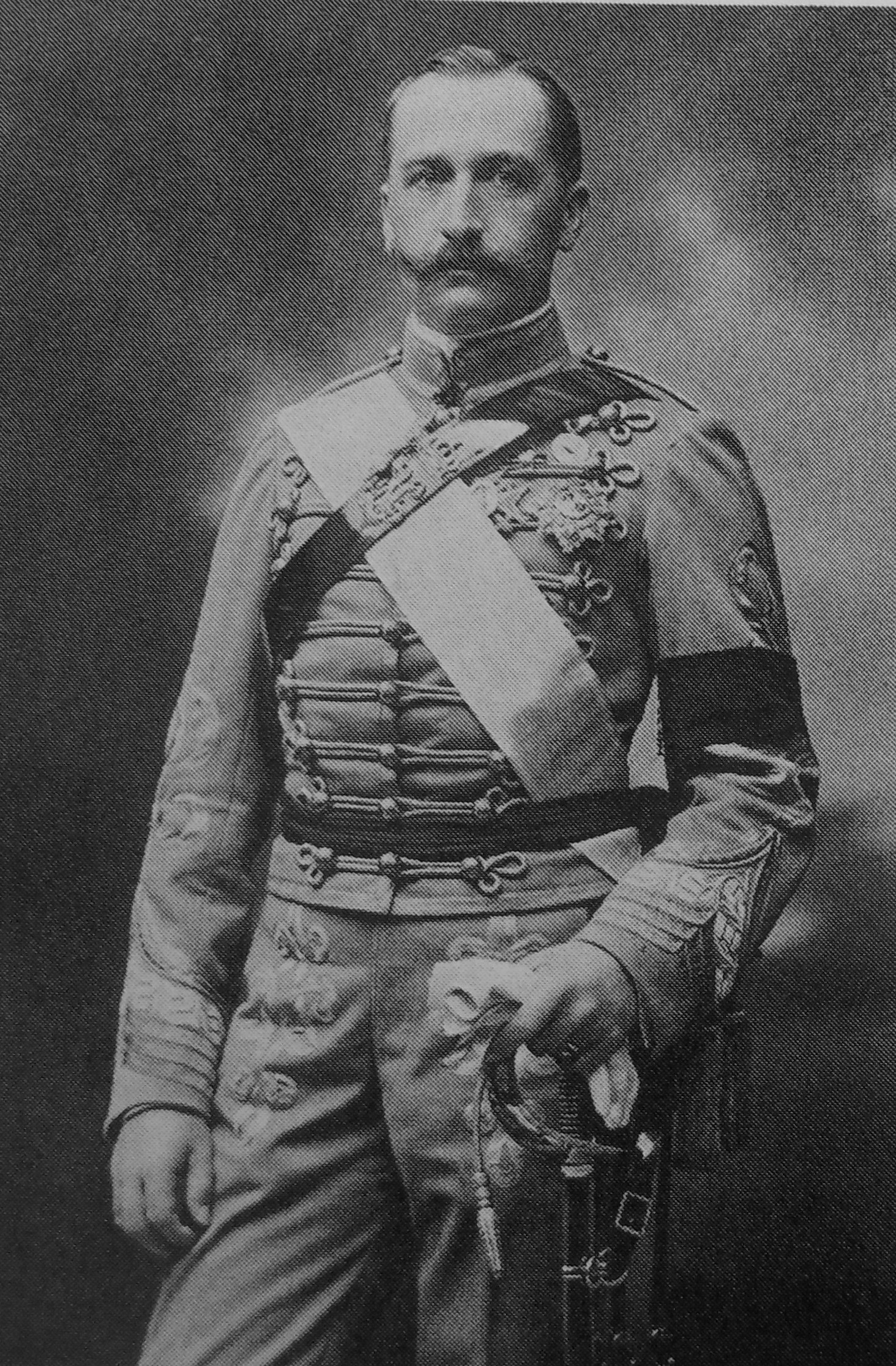
Charles de Bourbon-Siciles avait un temps plu à Clémentine.

Lors de l'hiver 1899-1900, en raison de ses pathologies bronchiques, Clémentine passe, sur les conseils de ses médecins, quelques mois à Saint-Raphaël, sur le littoral varois. L'isolement y est complet car pour la première fois, la jeune femme se retrouve sans aucun membre de sa famille. Elle s'adonne à la photographie, grâce à un appareil que lui a offert sa tante, la comtesse de Flandre. En mars 1900 son séjour est cependant interrompu par une maladie de la reine qui ne la voit que durant quelques minutes chaque jour à Spa. En revanche, Marie-Henriette réclame ses chiens, provoquant le retour de Clémentine, blessée par l'attitude peu maternelle de la reine, dans le sud de la France. 
De temps à autre, Clémentine reçoit une invitation. Elle est conviée chez la reine Victoria qui séjourne aussi sur la Côte d'Azur et à Cannes, chez les princes de Caserte où, sur l'instigation de sa sœur Stéphanie, elle rencontre, le second fils d'Alphonse, chef de la maison royale des Deux-Siciles, prénommé Charles, et familièrement surnommé « Nino ». Elle paraît favorablement impressionnée par le jeune homme de deux ans son aîné : « Nino est fort bien, très beau. Je le crois sérieux, franc garçon, honnête. On en fait grand éloge. Il est très pieux et a toutes les qualités requises, me semble-t-il, pour rendre une femme heureuse. ». La presse évoque des fiançailles et Clémentine croit devoir rompre car elle n'est plus sous le charme du prince qui l'a cependant trouvée à son goût. 
Clémentine, toujours célibataire, revient en Belgique, après un séjour à Balmoral auprès de la reine Victoria. En été 1900, elle séjourne à Ostende avant de se retrouver à nouveau seule à Laeken car le roi refuse que Clémentine rejoigne Stéphanie en séjour aux Pays-Bas. En revanche, Léopold II se rend seul auprès de Stéphanie et prétend que Clémentine est souffrante. Il s'ensuit une scène intense entre le roi et Clémentine qui, désormais, enfreint les ordres paternels pour communiquer épistolairement avec Stéphanie. Léopold II menace, s'il apprend qu'elle correspond avec sa sœur, de « la jeter à la rue ».

### Mort de la reine
La santé de la reine décline soudainement à partir de juin 1902. Durant cette période, le roi Léopold II est en France, tandis que Clémentine demeure au château de Laeken. L'absence de sa fille puînée est probablement due à la mésentente entre Marie-Henriette et Clémentine qui a toujours manifesté une certaine préférence pour son père. Toutefois, Marie-Henriette peut compter sur le dévouement d'Auguste Goffinet. Elle meurt le 19 septembre 1902. Le lendemain de sa mort, Léopold II revient de Bagnères-de-Luchon où il était en villégiature en compagnie de sa dernière maîtresse, Blanche Delacroix, la « baronne de Vaughan ». Arrivé à Spa, il y retrouve sa fille Clémentine ; mais apprenant que Stéphanie est également présente et prie devant la dépouille de sa mère, il refuse de la rencontrer. Stéphanie est contrainte de quitter Spa et gagne Bruxelles où elle est acclamée par la population qui la soutient,. Quant à Louise, l'aînée des filles de la reine, étant internée elle ne s'est pas rendue en Belgique.

### Huit ans d'attente

#### Le choix de Clémentine

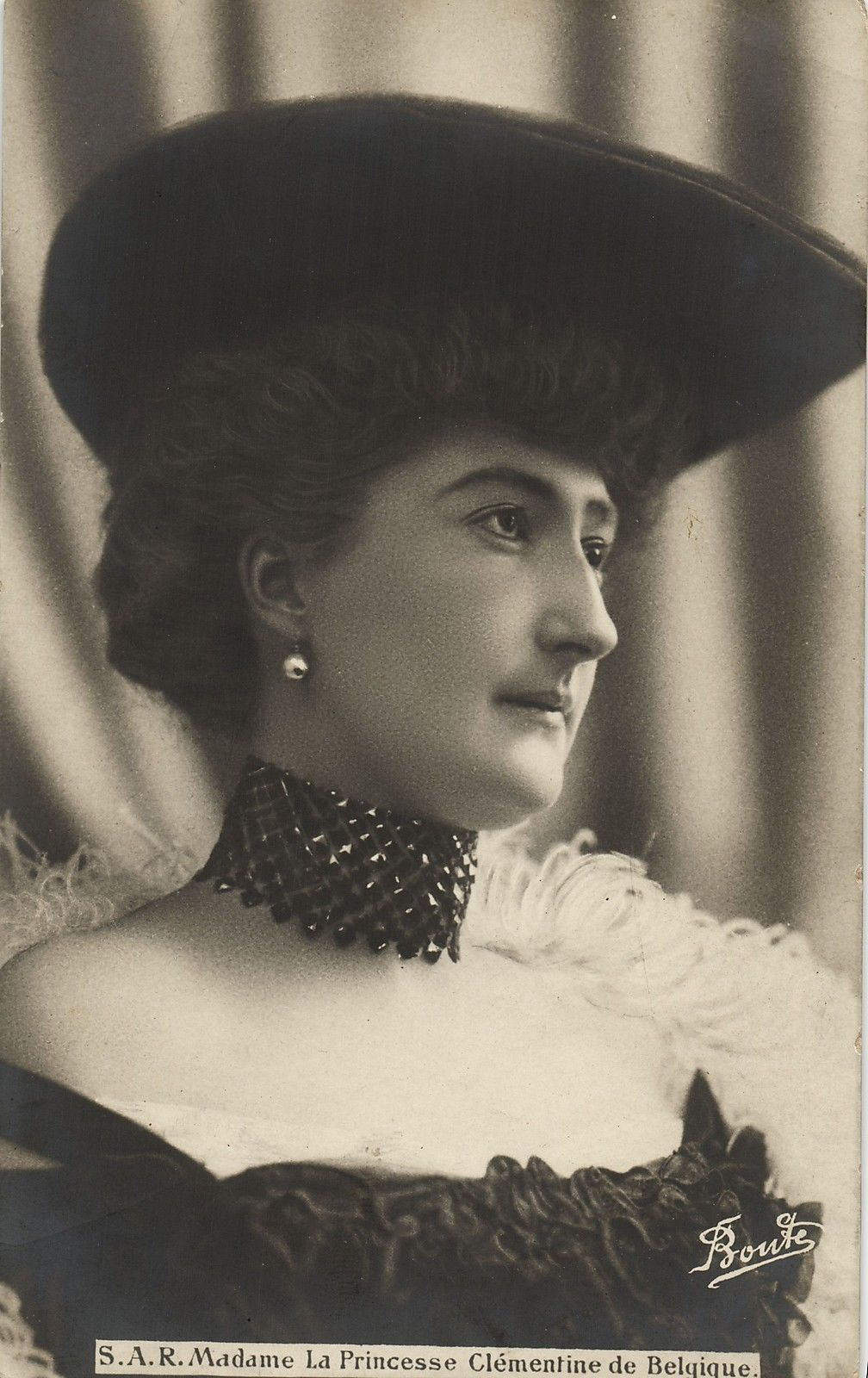
Clémentine en 1908.

Depuis le début du XXe siècle, Clémentine éprouve des sentiments pour le prince Victor Napoléon, son aîné de dix ans, chef de la maison impériale française qu'elle connaît depuis les années 1880,. Victor Napoléon est le fils de Napoléon-Jérôme Bonaparte et de Marie-Clotilde de Savoie. Sa filiation maternelle l'apparente au roi d'Italie et à presque tout le gotha européen,. C'est en février 1904, que Victor, en accord avec Clémentine, envoie son cousin le duc d'Aoste, auprès de Léopold II afin de demander la main de sa plus jeune fille. Le souverain reste intraitable et refuse ce projet de mariage : il ne veut pas de cette union, afin de ne pas compromettre les relations entre la Belgique et la République française,. D'autre part, Victor entretient depuis plus de 15 ans une liaison avec Marie Biot, une ballerine qui l'a suivi depuis Paris, lorsqu'il s'est installé à Bruxelles en 1889 et dont il a eu deux fils.
Victor Napoléon est établi dans un hôtel particulier situé au no 239 de l'avenue Louise, à Bruxelles. Il bénéficie des subsides octroyés par l'ex-impératrice Eugénie et les cercles bonapartistes qui lui permettent de mener grand train. Il estime comme son devoir de perpétuer le culte qu'il voue à Napoléon Ier : « le culte rendu à la mémoire de Napoléon est mon unique consolation, à moi qui paye de l'exil la gloire de porter son nom et le périlleux honneur d'être appelé à recueillir le lourd fardeau de son héritage. » En Belgique, Victor veut demeurer discret et voyage, depuis le début des années 1890, beaucoup en Europe où il est favorablement reçu par plusieurs souverains, dont le tsar Alexandre III de Russie. Cette position avantageuse n'influence cependant pas le roi des Belges qui le considère toujours avant tout comme un adversaire du gouvernement français. De plus, Léopold II n'a pas oublié que l'empereur Napoléon III ambitionnait de conquérir la Belgique ni que celui-ci a provoqué le malheur de sa sœur Charlotte de Belgique en incitant Maximilien à régner au Mexique, avant de les abandonner à leur sort,.

#### LéopoldIImaintient son refus
Après le refus essuyé par son prétendant, Clémentine décide d'affronter directement son père. À 31 ans, Clémentine estime s'être sacrifiée jusqu'ici et insiste avec respect, puis avec fermeté auprès de son père, qui rétorque : « Mon devoir, à quatre heures de Paris, est de vivre en bons termes avec la République française.. » Une scène terrible s'ensuit. Peu après, a lieu un bal à la cour. Le roi s'entretient longuement avec sa belle-sœur la comtesse de Flandre qui a déjà reçu amicalement Victor dans son palais de la rue de la Régence. Cependant, la comtesse de Flandre est également opposée au mariage de sa nièce avec un Bonaparte,. Le roi se déclare, en revanche, disposé à tout faire pour sa fille si elle souhaite une autre union. Il est disposé à lui faciliter la vie, mais il craint que Clémentine ne passe outre ses volontés. La comtesse de Flandre réconforte son beau-frère en affirmant que jamais Victor n'oserait braver le roi et ajoute qu'elle doute de la force des sentiments de Clémentine et Victor qui ne se sont jamais vus plus de cinq minutes tête à tête. À l'automne 1904, Clémentine est toujours célibataire et maintenant en froid avec son père. 

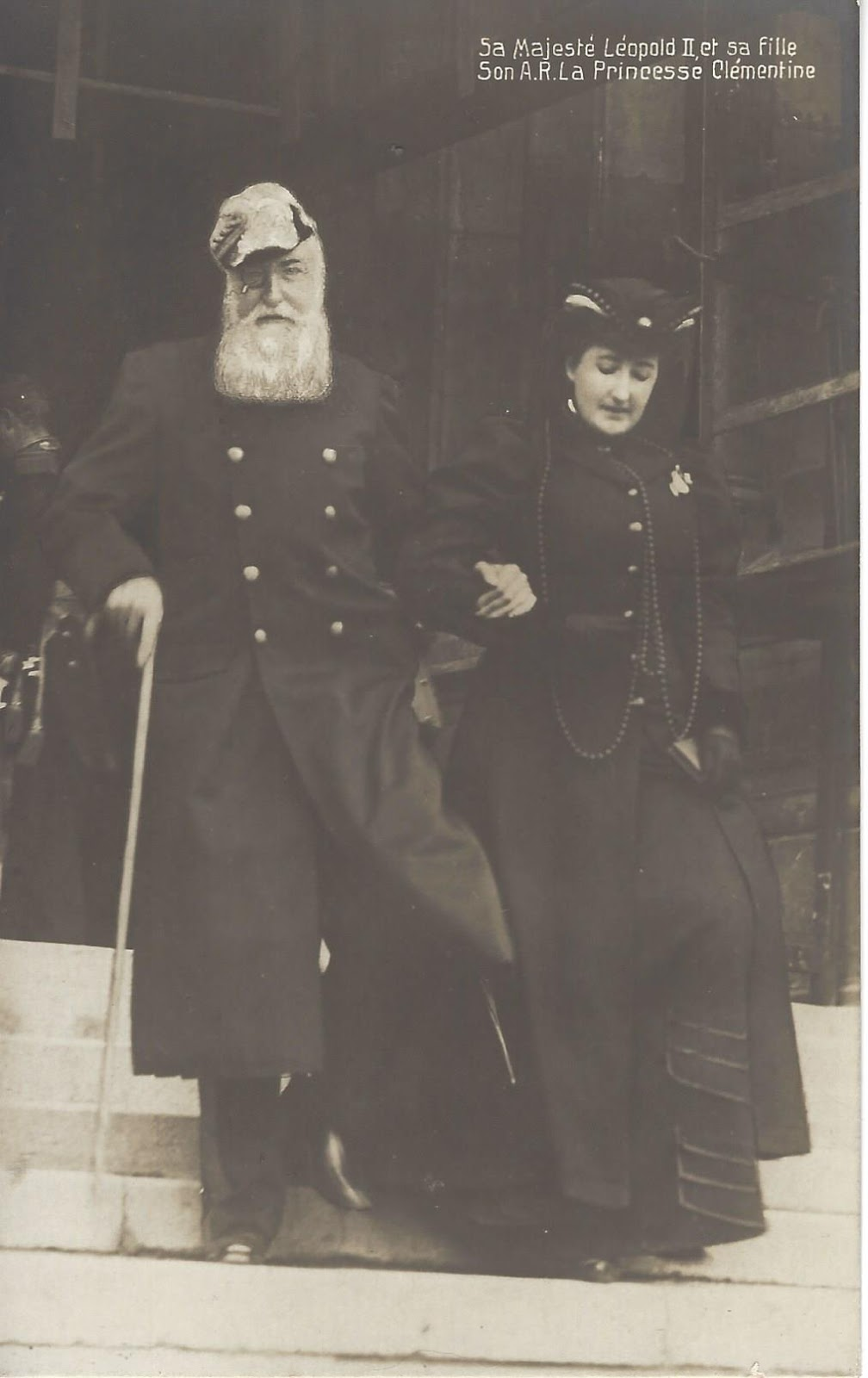
Léopold II et sa fille Clémentine en 1909.

Au printemps 1905, la presse belge s'empare de la question et publie plusieurs articles au sujet d'un éventuel mariage de Clémentine. Le Peuple, organe officiel du Parti ouvrier belge (POB), publie : « On invoque la raison d'État contre la mariage de la princesse Clémentine avec le prince Victor Napoléon, comme si une femme n'a pas le droit de disposer de son cœur comme elle l'entend [...] Comme s'il ne lui appartenait pas de juger elle-même si le descendant du roi Jérôme lui convient comme mari [...]». Sur ce même sujet, le Patriote fait la leçon à L'Étoile belge et pose ainsi la question : « On comprendrait qu'un journal belge se fit l'écho de beaucoup de Bruxellois, respectueusement attachés à la princesse et lui dit : " Princesse, réfléchissez ! Une femme qui songe à devenir l'épouse légale d'un homme qui a vécu vingt ans avec une autre femme, toujours vivante et qui en a trois [sic] enfants, peut-elle se promettre un bonheur durable ? ", mais invoquer une guerre entre la Belgique et la France, à propos de ce roman princier, c'est enfantillage et fantasmagorie pure ». Le Peuple prétend également : « Le prince Victor doit au roi [des Belges] et au gouvernement de pouvoir diriger de notre territoire sa propagande impérialiste contre la République voisine et amie, tout en étant dans les meilleurs termes avec le ministre de France à Bruxelles, le Gérard nationaliste et clérical ».

#### Toujours solitaire
À partir de 1905, Clémentine s'installe durablement au Belvédère, et loge parfois également à la villa de sa défunte mère à Spa. Pour se distraire, elle rend quelques visites au peintre Edwin Ganz, spécialiste de la représentation de chevaux, hébergé par sa tante l'impératrice Charlotte dans son domaine de Bouchout, artiste proche de la famille royale, et en particulier de la princesse Clémentine. Elle effectue l'un ou l'autre séjour à Balmoral, chez le roi Édouard VII. En 1907, une certaine harmonie renaît entre Clémentine et son père. Elle le rejoint parfois dans sa propriété du sud de la France. En automne 1909, Léopold II est sujet à une occlusion intestinale et doit être opéré. L'issue de l'intervention chirurgicale est fatale : le roi meurt d'une embolie le 17 décembre 1909. Clémentine est profondément affectée car elle avait, en dépit de leurs différends, réussi à maintenir une relation privilégiée avec son père,.

### Un mariage d'inclination

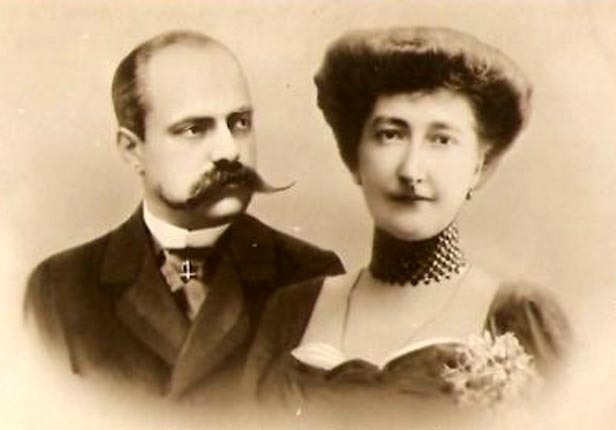
Le prince Victor Napoléon Bonaparte et la princesse Clémentine vers 1910.

La mort de son père, suivie de l'accession au trône de son cousin le roi Albert Ier, minore la position de Clémentine qui, désormais, n'est « plus que » la cousine du nouveau souverain qui donne son accord pour le mariage de Clémentine et de Victor Napoléon. Clémentine, après un séjour auprès de sa sœur Stéphanie en Hongrie, rencontre sous les auspices de la famille royale italienne, en juin 1910, à Turin, Victor, qui devient officiellement son fiancé en septembre,. Le mariage a lieu le 14 novembre 1910, au château de Moncalieri, l'une des résidences de la famille royale italienne, où demeure la princesse Clotilde, mère du marié. En Italie, il n'existe pas de disposition légale prescrivant l'accomplissement du mariage civil avant le mariage religieux. Toutefois, le marié ayant rappelé que Napoléon Ier ayant institué le mariage civil dans la législation moderne, il a insisté pour que la cérémonie civile précède la bénédiction religieuse. Les cérémonies revêtent un caractère relativement intime. Hormis les membres de la maison de Savoie, et les Bonaparte, aucune autre famille royale européenne n'est présente. La comtesse de Flandre, seule représentante de la famille royale belge, y accompagne le prince Philippe de Saxe-Cobourg, époux divorcé de la princesse Louise, laquelle est absente. Clémentine est ravie de la cérémonie et de la bonté de ses proches, et tout particulièrement de sa belle-mère, Clotilde de Savoie, très prévenante à son égard,. 
Le voyage de noces dure un mois et emmène le nouveau couple, partout fêté, à Rome, à Vienne, en Hongrie et en Bohême. Au palais du Quirinal, le roi Victor-Emmanuel III donne en leur honneur une longue suite de déjeuners et de dîners. L'accueil des Habsbourg à Vienne est tout aussi fastueux. Les réjouissances se terminent au château d'Oroszvár chez Stéphanie. Enfin, le couple s'installe avenue Louise à Bruxelles. Pour accueillir son épouse, le prince Victor agrandit sa résidence en faisant l'acquisition du no 241. Clémentine juge le logement « étroit, humide [et] médiocre ». Elle s'adapte cependant à sa nouvelle résidence, qu'elle qualifie de « reliquaire historique », et où elle ne dispose plus que de deux femmes de chambre. S'efforçant de combler ses lacunes intellectuelles, elle se cultive afin, dit-elle, d'égaler son mari : « Je tâche de lire beaucoup pour arriver à la hauteur, et c'est un travail,. »
Le prince Victor et la princesse Clémentine sont impatients de devenir parents et ont deux enfants :
- la princesse Marie-Clotilde Bonaparte (20 mars 1912 - 14 avril 1996), épouse en 1938 Serge de Witt, dont dix enfants (huit d'entre eux atteignent l'âge adulte) ;
- le prince Louis Bonaparte (23 janvier 1914 - 3 mai 1997), épouse en 1949 Alix de Foresta, dont quatre enfants.

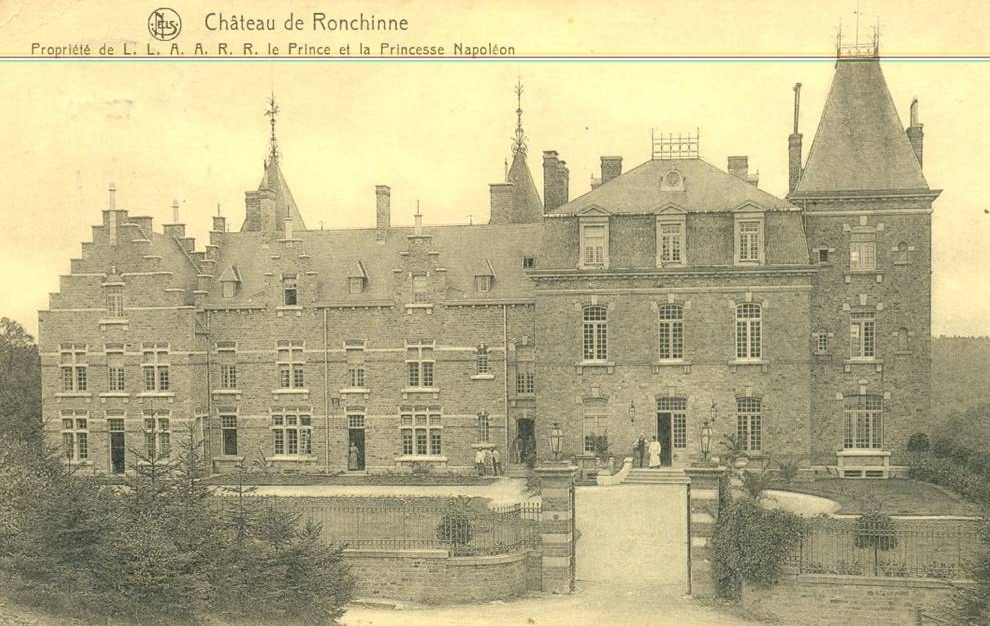
Le château de Ronchinne vers 1920.

Au printemps 1912, peu après la naissance de Marie-Clotilde, Clémentine et Victor occupent la propriété qu'ils ont acquise à Ronchinne, en province de Namur, un château qui commande un domaine de 233 hectares et où des travaux sont nécessaires. Tandis que Victor acquiert des meubles anciens et fait appel à François Malfait, l'architecte de la ville de Bruxelles, pour donner à l'édifice un caractère architectural mosan,, Clémentine fait procéder à l'aménagement des écuries et du jardin, ainsi qu'à la création d'une ferme modèle et à l'érection d'une chapelle. Victor se montre discret et s'il commente un événement politique français, il s'adresse aux journalistes depuis Londres. Les Belges et leur roi lui en savent gré, tout comme ils apprécient que Clémentine ait pris ses distances avec ses sœurs lors des procès qu'elles intentent à l'État belge dans le cadre de la succession de leur père Léopold II,. Les souverains belges entretiennent des relations cordiales avec les Napoléon qu'ils invitent volontiers en privé ou lors de cérémonies officielles.

### Première Guerre mondiale

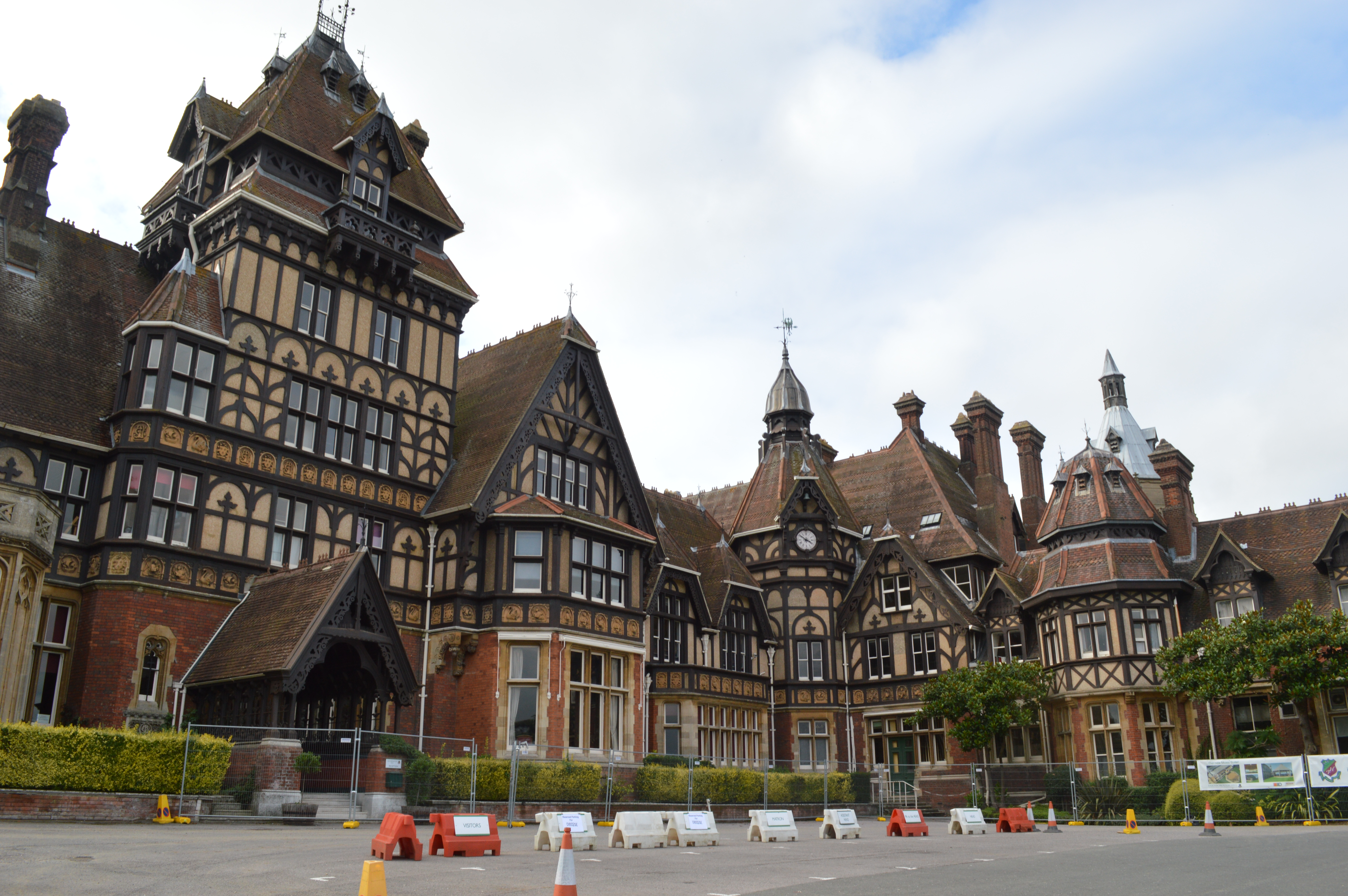
Farnborough Hill où Clémentine et Victor passèrent la Première Guerre mondiale.

Cette existence paisible est soudain assombrie par la Première Guerre mondiale. En août 1914, les événements se précipitent : le prince Victor Napoléon est empêché par l'État français de s'engager dans l'armée, tandis que le roi Albert est contraint de se replier sur Anvers, bientôt bombardée par les Allemands,. Clémentine et son mari hésitent avant d'accepter de se réfugier en Grande-Bretagne auprès de l'impératrice Eugénie, veuve de Napoléon III, qui les a invités à la rejoindre dans sa résidence de Farnborough Hill, à 40 km au sud de Londres,. La cohabitation dure tout le long du conflit. Clémentine s'adapte assez aisément, mais elle craint toujours une dispute avec la grand-tante « fantasque et originale »,. 
L'une des ailes de la demeure anglaise est transformée en centre de soins, tandis que Clémentine œuvre en faveur de ses nombreux compatriotes belges qui ont trouvé refuge outre-Manche. La presse belge se fait régulièrement l'écho de ses activités, soulignant que « dans ce milieu éminemment français, auquel la princesse Clémentine apporte la note belge, on n'oublie pas la reconnaissance due à nos nobles Alliés. » Elle patronne de nombreuses associations patriotiques et assiste aux réunions des invalides de guerre belges, de la Ligue des patriotes belges, de l'œuvre du vêtement du soldat belge et de maintes autres organisations destinées à recueillir des fonds. Les manifestations de ces associations consistent parfois en des concerts, des matinées théâtrales et des expositions. Elle y a des contacts avec la famille royale britannique, avec Paul Hymans, ministre plénipotentiaire à Londres, ainsi que des artistes tels le peintre James Ensor, le sculpteur Victor Rousseau et les musiciens Eugène Ysaÿe et Camille Saint-Saëns.
Durant toute la guerre, Clémentine reçoit des visites de la reine Élisabeth qui a mis à l'abri ses enfants en Grande-Bretagne. Élisabeth est rassurée d'y savoir Clémentine présente. Ensemble, Clémentine et Élisabeth œuvrent pour la Croix-Rouge. Les enfants de Clémentine continuent, pour leur part, à vivre auprès de leurs parents. Leur éducation est assez sévère, mais elle est tempérée par une réelle affection. Victor se joint parfois à Clémentine afin de présider des cérémonies placées sous le patronage conjoint du roi des Belges et du président Poincaré. Après l'armistice de 1918, Victor et Clémentine attendent encore quelques mois avant de rentrer en Belgique où leur propriété de Ronchinne a quelque peu souffert durant les quatre années de guerre,.

### Investissement dans le mouvement bonapartiste
Affecté par les médiocres résultats des bonapartistes aux élections législatives de 1910, le prince Victor s'éloigne de la vie politique française et ce n'est que sous l'impulsion de Clémentine qu'il y revient plus tard. De fait, depuis son mariage, Clémentine finance en partie la campagne électorale du mouvement. Cependant, Victor s'oppose vigoureusement à ce que son épouse s'immisce en politique. Malgré les demandes de plusieurs personnalités bonapartistes, le prince refuse ainsi que la princesse soit utilisée comme instrument de propagande. N'étant pas touchée par la loi d'exil, Clémentine n'en représente pas moins son époux aux cérémonies et commémorations officielles attachées au souvenir napoléonien. Elle correspond, par ailleurs, avec plusieurs personnalités bonapartistes. 
Après la Première Guerre mondiale, Victor perd toute illusion de restauration et se rallie progressivement à l'idée républicaine. Ce n'est pas le cas de Clémentine, qui désire préserver l'héritage de leur fils. Après l'échec cuisant des bonapartistes aux élections législatives de 1924 et l'éloignement définitif de Victor de la vie politique, c'est Clémentine qui confie la réorganisation du parti à Jean Régnier, duc de Massa. Après la mort de son époux, en 1926, Clémentine devient la « régente » du mouvement bonapartiste jusqu'à la majorité du prince Louis, fixée à ses vingt-et-un ans. En dépit de sa bonne volonté, le mouvement continue à péricliter. D'après l'historienne Laetitia de Witt, arrière petite-fille de Clémentine : « Sans chef et suivant l'inclination de la princesse, les bonapartistes se détachent de la réalité politique. Les quelques rassemblements prennent l'allure de réunions du gotha napoléonien ».

### Entre-deux-guerres

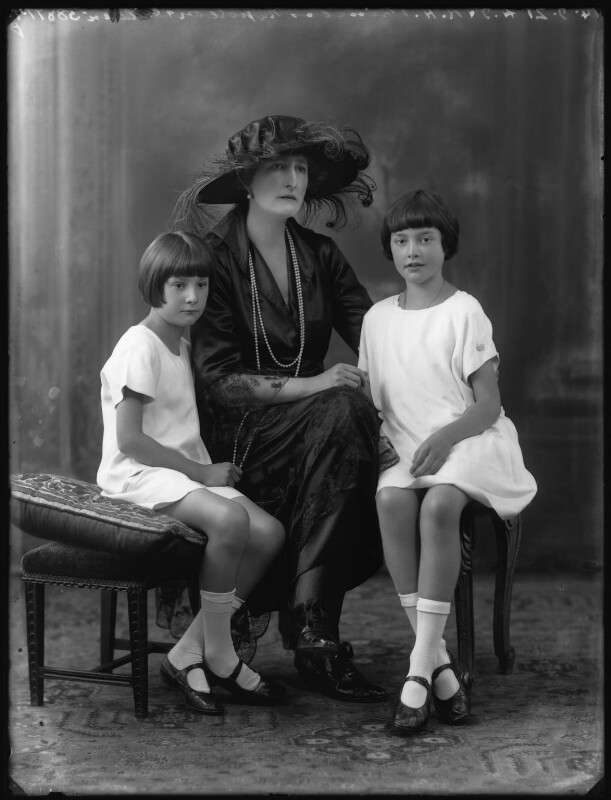
Clémentine de Belgique et ses enfants Marie-Clotilde Bonaparte et Louis Napoléon en 1921.

#### L'après-guerre
Au printemps 1919, Clémentine et sa famille sont de retour en Belgique. À Ronchinne, Clémentine consacre une partie de son temps aux œuvres de charité. En mai 1920, l'impératrice Eugénie meurt à Madrid. Clémentine et son mari accueillent sa dépouille mortelle à Southampton avant d'assister aux cérémonies funéraires qui ont lieu en Grande-Bretagne,. L'héritage que Victor reçoit de sa parente lui permet de juguler ses difficultés financières. Clémentine et les siens passent désormais une partie de l'année à Farnborough Hill qu'ils rénovent profondément,. En Belgique, ils sont présents lors des visites officielles des souverains étrangers : le roi et la reine d'Italie en 1922, les souverains espagnols Alphonse XIII et Victoire-Eugénie en 1923, le roi Ferdinand et la reine Marie de Roumanie en 1924. D'autre part, les Napoléon voyagent fréquemment en Italie où ils rencontrent les souverains. Clémentine s'entend particulièrement bien avec la reine Hélène d'Italie.

#### Gérer l'héritage après un veuvage précoce
En avril 1926, alors qu'il séjourne à Bruxelles, Victor Napoléon est sujet à une attaque d'apoplexie et meurt le 3 mai suivant,. Les témoignages affluent des cours européennes, tandis que les souverains belges et leur fils Léopold se rendent, dès la funeste annonce, auprès de Clémentine. Cette dernière doit vite faire face aux soucis causés par d'importants droits de succession à régler. C'est désormais elle qui veille sur l'héritage bonapartiste, mais il est économiquement nécessaire de faire procéder à la vente de Farnborough Hill et à la majeure partie de son contenu.
Veuve à 53 ans, Clémentine doit veiller sur ses deux enfants à peine adolescents. Son fils Louis est élève externe au collège Saint-Michel de Bruxelles, mais après la mort de son père, il bénéficie de l'enseignement d'un précepteur à domicile. Quant à sa fille Marie-Clotilde, ses résultats brillants justifient, selon sa mère, qu'elle poursuive ses études secondaires en France car, aux yeux de Clémentine : « les études sont loin d'être assez poussées en Belgique.. » Clémentine tente d'animer les vacances d'été ou de Noël à Ronchinne en y invitant des camarades susceptibles de s'entendre avec ses enfants. C'est ainsi, qu'elle reçoit souvent le prince Charles de Belgique. Pour sa part, Clémentine a renoué les liens de jadis avec sa sœur Stéphanie. À partir de 1927, chaque été voit revenir Stéphanie en Belgique.

#### Un rôle officiel en Belgique
Si les souverains belges maintiennent Stéphanie dans un ostracisme durable, Clémentine est, pour sa part, reçue officiellement lors de cérémonies publiques et en privé à Laeken. Elle se lie d'amitié avec la princesse Astrid, épouse du prince Léopold. Lorsque le roi Albert et la reine Élisabeth se rendent, du 5 juin 1928 au 31 août 1928, au Congo belge, c'est la première fois qu'un souverain belge se rend officiellement dans la colonie. Le roi assiste à l'inauguration du chemin de fer reliant le Bas-Congo au Katanga. À Léopoldville, il inaugure une statue équestre de Léopold II, réplique de celle qui se dresse sur la place du trône à Bruxelles et envoie à Clémentine une missive contenant, selon Dominique Paoli, « une allusion délicate à l'œuvre de Léopold II. » Quelques semaines plus tard, le roi Albert inaugure, à Namur et en présence de Clémentine, une nouvelle statue du roi Léopold II.

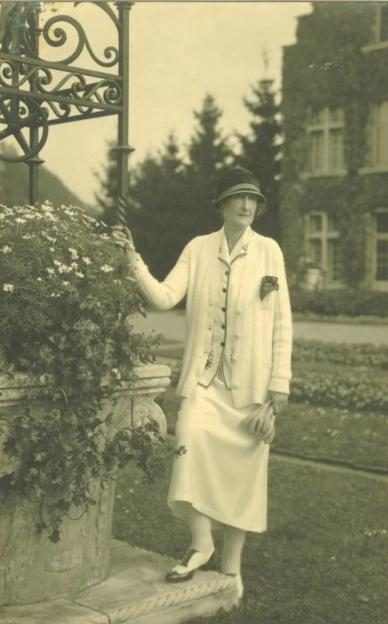
Clémentine vers 1930.

En janvier 1930, Clémentine et ses enfants se rendent à Rome afin d'assister aux noces de Marie-José de Belgique avec Humbert d'Italie. Elle s'était réjouie, l'année précédente, de la signature des accords de Latran qu'elle considère comme « le plus grand événement des temps modernes. » À Rome, Clémentine songe que sa fille Marie-Clotilde pourrait rencontrer, lors des cérémonies nuptiales, un prétendant sérieux. Elle reçoit une proposition d'Adalbert duc de Bergame, un cousin du roi d'Italie, mais elle décline cette offre : « Marie-Clotilde pourrait faire mieux du côté espagnol, mais elle n'aime pas l'Espagne et puis, je n'ai pas encore de renseignements nets sur la santé du fils - le seul bien - du roi qui sera héritier. » Lorsqu'elle revient de Rome, Marie-Clotilde souffre d'une scoliose prononcée qui requiert son immobilisation dans un dispositif médical durant une année. Sur le plan financier, la propriété de Ronchinne a été mal gérée et Clémentine doit y remédier. Elle s'occupe parfois elle-même du jardin car elle a dû congédier la moitié de ses vingt serviteurs.
Au printemps 1931, l'état de santé de Marie-Clotilde commence à s'améliorer. L'été suivant, Clémentine a loué une villa au Coq, tout près d'Ostende où est soignée sa fille. En automne, la jeune fille revient auprès de sa mère qu'elle accompagne partout. Clémentine connaît, elle aussi, quelques problèmes de santé, notamment une pathologie rénale et des crises d'arthrite.. Les années 1930 sont marquées par des événements heureux, comme les visites de Stéphanie en Belgique, ou les séjours de son fils Louis qui poursuit ses études en Suisse. En 1934 et en 1935, en l'espace de dix-huit mois, deux deuils affectent Clémentine : le roi Albert Ier, puis sa bru la reine Astrid perdent accidentellement la vie.
En janvier 1935, Louis Napoléon fête sa majorité. Clémentine lui offre une voiture : une Bugatti T57. À partir de 1937, Clémentine s'installe à Ronchinne après avoir cédé à son fils sa maison de l'avenue Louise à Bruxelles. Lorsque sa santé le lui permet, Clémentine voyage, préférentiellement dans le sud de la France et en Italie. Marie-Clotilde résidant à Paris, depuis l'automne 1937, Clémentine lui rend souvent visite.

### Dernières années
En février 1938, tandis que Stéphanie séjourne à ses côtés dans le midi de la France, Clémentine est sujette à une bronchite avec intoxication générale qui se complique d'une grippe infectieuse à streptocoques. En octobre 1938, sa fille Marie-Clotilde épouse à Londres le comte Serge de Witt, un ancien capitaine de l'armée impériale russe de vingt ans son aîné, union que Clémentine désapprouve avant de s'y résoudre. Peu après qu'advient la naissance de son premier petit-enfant, Marie-Eugénie, en août 1939, Clémentine, alors à Ronchinne, voit avec inquiétude survenir la Seconde Guerre mondiale. Elle est convalescente depuis qu'une nouvelle maladie a failli l'emporter quelques mois auparavant, en mai 1939. Après le rigoureux hiver de 1939-1940, Clémentine regagne la France. Elle est contrainte d'y demeurer après l'invasion de la Belgique en mai 1940. Son fils Louis s'engage dans la Légion étrangère avant de rallier la Résistance. Clémentine est très fière de son comportement durant le conflit. Au cours de la guerre, Clémentine demeure en France : elle loge d'abord en Charente, chez ses amis Taittinger, puis elle loue une villa au Cannet, avant d'en occuper une autre à Tresserve, près d'Aix-les-Bains. 

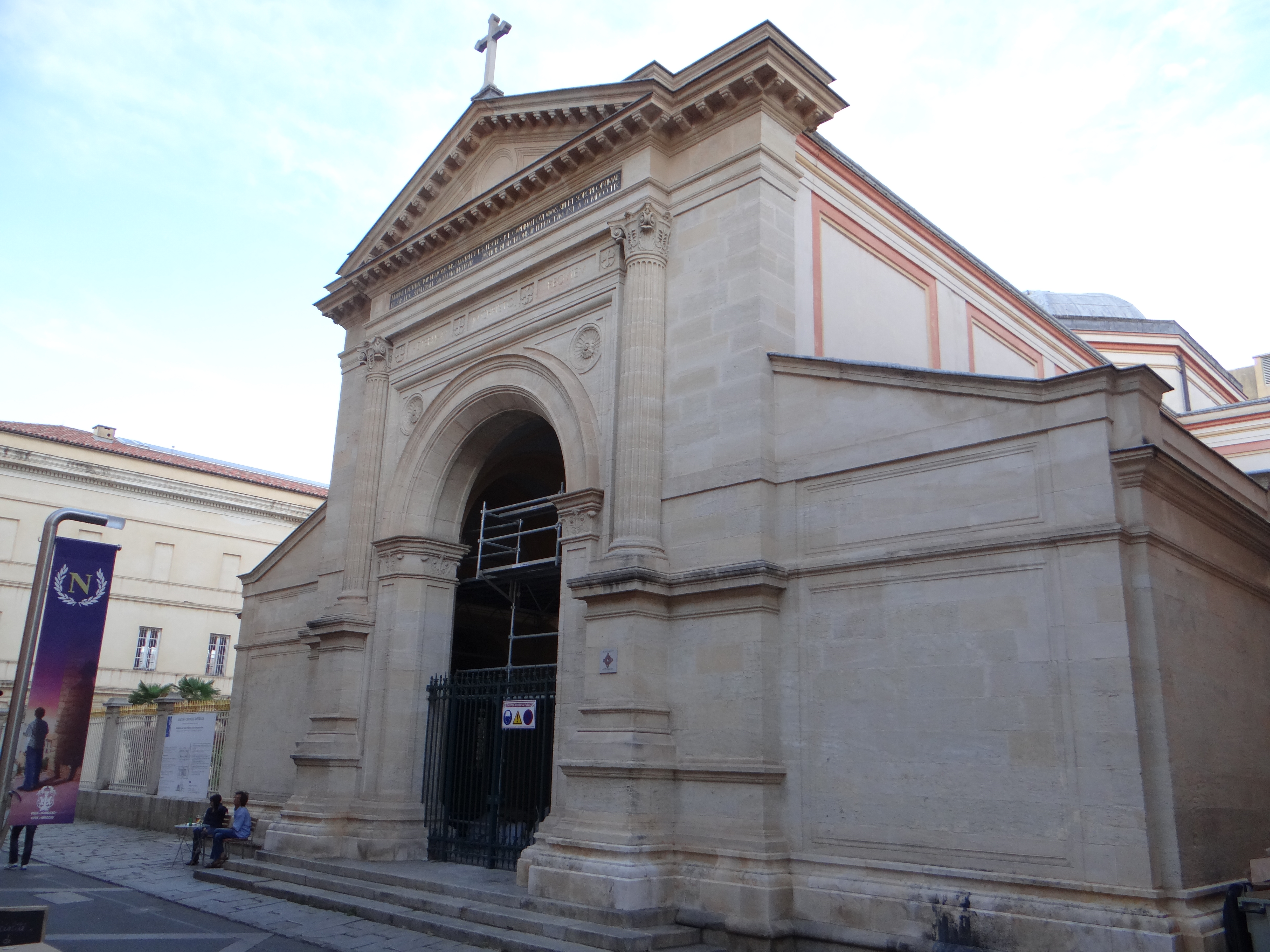
La chapelle impériale d'Ajaccio.

Après 1945, la Question royale qui agite la Belgique l'attriste et l'incite à vivre la plupart du temps en France. Sa sœur Stéphanie, qu'elle n'avait plus revue depuis 1938, meurt en Hongrie en 1945. Les dix dernières années de sa vie sont paisibles, mais assez solitaires. Après la guerre, son fils Louis découvre son pays où le général de Gaulle l'autorise à demeurer officieusement avant l'abrogation officielle, en 1950, de la loi d'exil. En 1949, il épouse Alix de Foresta. En treize ans, Clémentine devient la grand-mère de onze petits-enfants qu'elle voit de temps à autre. En 1952, elle reçoit la Légion d'Honneur à l'occasion de ses 80 ans. 
En octobre 1954, Clémentine quitte la Belgique afin de revoir la Côte d'Azur où, n'appréciant pas la vie d'hôtel, elle loue la villa Clair-Vallon à Cimiez, quartier résidentiel de Nice. Elle y meurt d'une maladie cardiaque dans la soirée du mardi 8 mars 1955. Louis avait pu revoir sa mère in extremis, mais Marie-Clotilde était arrivée quelques instants trop tard. Après une cérémonie religieuse, le corps de Clémentine est temporairement déposé au monastère des Franciscains de Cimiez. Trois mois plus tard, selon ses dernières volontés, Clémentine est inhumée auprès de son époux, en même temps que lui dans la chapelle impériale d'Ajaccio le 18 juin 1955. Leurs deux corps ont été transportés de France continentale en Corse sur l'escorteur L'Albatros de la marine nationale,.

## Titulature et héraldique

### Titulature

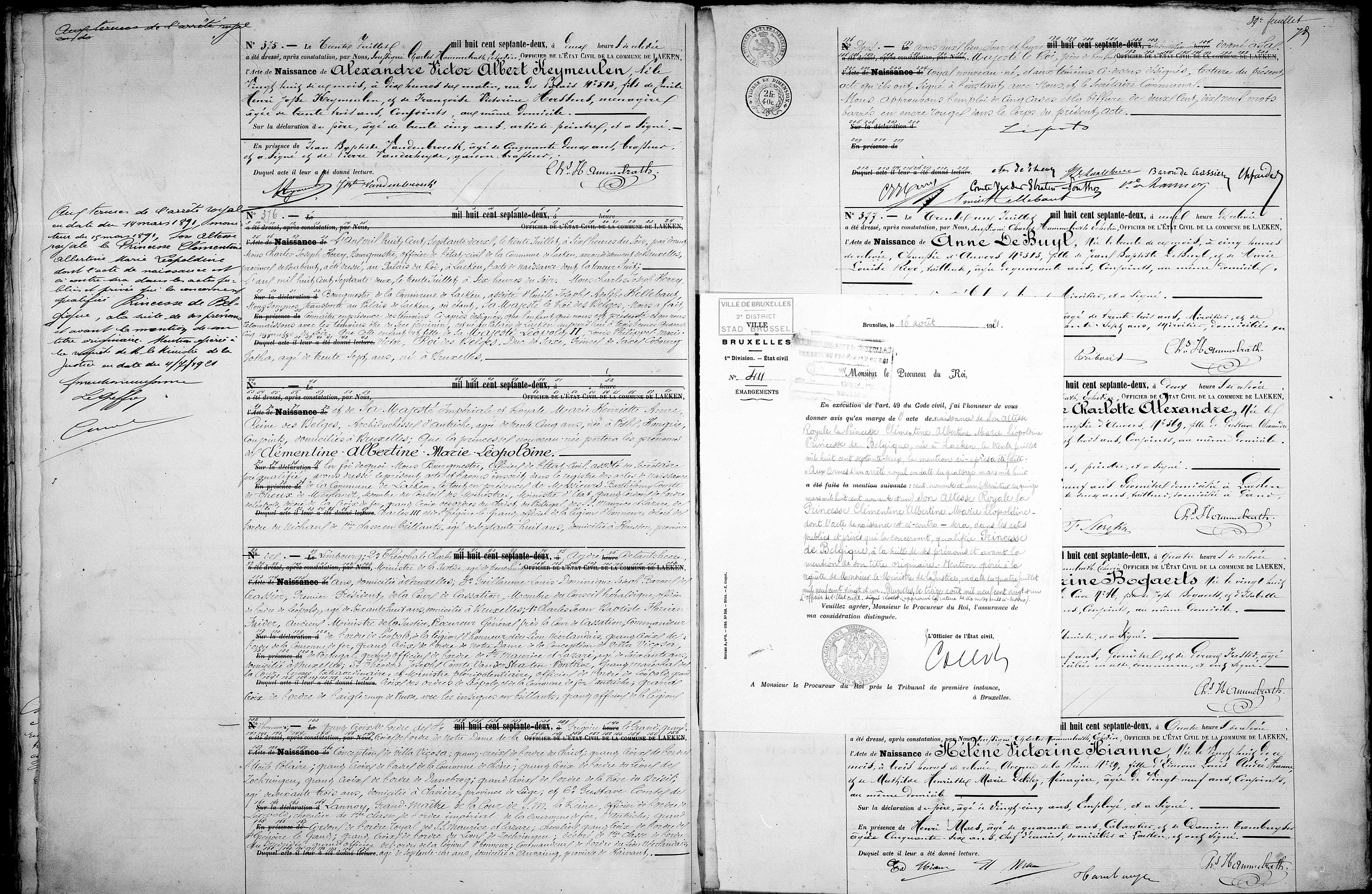
Acte de naissance de la princesse Clémentine de Belgique (1872).

Les titres portés en 2020 par les membres de la maison Bonaparte n’ont pas d’existence juridique en France et sont considérés comme des titres de courtoisie. Ils sont attribués par le « chef de maison ». Clémentine fut considérée par les bonapartistes dynastiques comme une impératrice des Français de jure de 1910 à 1926, puis comme une impératrice douairière de jure de 1926 à sa mort.
- 30 juillet 1872 - 14 mars 1891 : Son Altesse Royale la princesse Clémentine de Saxe-Cobourg et Gotha, duchesse en Saxe ;
- 14 mars 1891 - 14 novembre 1910 : Son Altesse Royale la princesse Clémentine de Belgique ;
- 14 novembre 1910 - 3 mai 1926 : Son Altesse Impériale la princesse Napoléon ;
- 3 mai 1926 - 8 mars 1955 : Son Altesse Impériale la princesse douairière Napoléon.

### Héraldique
Blason d'alliance entre le prince Napoléon et la princesse Clémentine :
| Blason de Clémentine de Belgique | Blason  | Deux écus accolés de l'Empire français et de Belgique : - D'azur à l'aigle impériale sur un foudre le tout d'or. - De Belgique, sur le tout duquel de Saxe est posé en barre. DeviseL'union fait la force. |
| Blason de Clémentine de Belgique | Détails | Armes d'alliance entre la famille Bonaparte et la famille royale belge. Blason officiel. |

## Postérité et honneurs

### Toponymie
- L'avenue Clémentine parcourt Saint-Gilles et Forest[31].
- Le square Clémentine est inauguré en 1904 à Laeken[32].
- Il existe une rue Clémentine à Ixelles et à Anvers, une place Clémentine à Ostende, ainsi qu'une avenue Clémentine à Gand, au Coq et à Spa.
- La Clémentine est un yacht construit en 1887, et acquis en 1897 par le roi Léopold II. En 1918, sous pavillon anglais, le bâtiment s'échoue sur les côtes anglaises[33].
- Le steamer Princesse Clémentine est l'une des sept malles reliant Ostende à Douvres. Construit en 1896 par les chantiers Cockerill d'Anvers, ce bateau à vapeur est mis en service en 1897. Plusieurs fois accidentée, la malle est désignée pour transporter des troupes belges et britanniques à partir de 1914. Mise en réserve en 1923, la malle est vendue, en 1928, en vue de sa démolition[34].

### Peinture
- Vers 1880 : portrait par Louis Gallait[DP 47].
- Vers 1900 : portrait en pied par Émile Wauters, conservé initialement aux musées royaux des Beaux-Arts de Belgique, puis au Musée Charlier à Saint-Josse-ten-Noode[35].
- 1913 : portrait de Clémentine et de sa fille à la manière du roi de Rome, par André Brouillet présenté au salon de Paris[DP 48].

### Phaléristique
Chevalier de la Légion d'honneur (1952).